# 그미나
그미나(폴란드어: gmina, 복수형 gminy)는 폴란드의 하위 행정 구역으로서, 다른 국가들의 지방 자치체에 상당하다. 2019년 기준 폴란드 전국에 2,477개의 그미나가 있으며, 43,000개의 마을을 관할하고 있다. 940개의 그미나는 도시나 소도시를 포함하며 그 중 302개는 도시만으로 이루어진 '자치시'이다.
과거에 쓰이던 그로마다(gromada)라는 하위 행정 구역을 대체하여 1974년 도입되었다. 여러 개(도시 지역에서는 단 하나)의 그미나는 함께 군(powiat)이라는 더 상위의 행정 구역을 구성한다.

## 종류
- 302개의 도시형 그미나(gmina miejska)는 소도시 또는 도시만으로 이루어진 지자체인데, 그 중 107개는 시장이 관할하는 '도시'이며, 이는 다시 특별 지위를 가진 66개의 '군 지정시'를 포함한다.
- 638개의 도농형 그미나(gmina miejsko-wiejska)는 도시와 함께 주변의 소도시나 농촌 지역을 포함하는 지자체이다.
- 1537개의 농촌형 그미나(gmina wiejska)는 도시를 포함하지 않고 마을과 주변의 농촌 지역을 포함하는 지자체이다.

## 같이 보기
- 폴란드의 행정 구역